# Шенрок Володимир Іванович
Володи́мир Іва́нович Ше́нрок (нім. Schönrock; рос. Шенрок Владимир Иванович; 1853 — 31 січня 1910) — російський письменник, історик літератури, знавець творчості Миколи Гоголя та автор однієї з перших біографічних праць про Пантелеймона Куліша.

## Життєпис
Народився в Рязані, в сім'ї уродженця Остзейського краю, який закінчив медичний факультет Московського університету і жив спочатку в Москві, а потім в Рязані.
Навчався у Рязанській гімназії. 1875 року закінчив історико-філологічний факультет Імператорського Санкт-Петербурзького університету.
У 1875—1877 роках викладав у тульській гімназії, потім перейшов до 3-ї Московської гімназії, в якій пропрацював до 1902 року. Залишивши викладання у гімназії, перейшов на посаду помічника інспектора до Московського університету.
Майже вся літературна та вчена діяльність Шенрока була присвячена вивченню Гоголя, творчістю якого він займався з початку вісімдесятих років XIX століття.
У численних журнальних статтях та окремих книгах Шенрок описував різні періоди життя Гоголя. Всі свої роботи про Гоголя об'єднав у монументальних «Матеріалах до біографії Гоголя» (4 томи, Москва, 1892—1898 роки).
Після смерті Миколи Тихонравова Шенрок продовжив розпочате ним видання творів Гоголя. За його редакцією вийшли VI і VII томи видання.
Займався пошуком, вивченням і публікацією епістоляріїв письменників, громадських i культурних діячів; звертався з проханнями про надсилання йому листів.
1901 року Володимир Шенрок випустив збірку «Листи М. В. Гоголя» в чотирьох томах.
Серед творчого доробку також біографії Пантелеймона Куліша, Миколи Тихонравова , Миколи Язикова, Наталії Фонвізіної, Миколи Грота тощо; декілька статей з історії російського театру.
Помер 31 січня 1910 року. Похований на Даниловському цвинтарі. Могила не зберіглася.

## Критика
Український історик і архівіст Іван Каманін критично поставився до методики оприлюднення Володимиром Шенроком повних листів без їхної попередньої обробки, коментарів, окремих вилучень та застережень: